# Gustav Ratzenhofer
Gustav Ratzenhofer (* 4. Juli 1842 in Wien; † 8. Oktober 1904 auf dem Atlantik) war ein österreichischer Feldmarschallleutnant, Philosoph und wurde vor allem als Soziologe bekannt. Er schrieb auch unter dem Pseudonym Gustav Renehr.

## Leben
Ratzenhofer war gelernter Uhrmacher und trat 1859 nach der Uhrmachermeisterprüfung in die österreichische Armee ein, in der er eine steile Karriere machte: Leutnant (1864), Mitglied des Generalstabs (1872), Direktor des Armee-Archivs (1878), schließlich seit August 1898 Präsident des Militär-Obergerichtes. In dieser Eigenschaft wurde er am 1. November 1898 zum Feldmarschallleutnant ernannt. Mitte Oktober 1901 trat Ratzenhofer in den Ruhestand und widmete sich ganz seinem Selbststudium der Philosophie und Soziologie, wobei er durch rege Kontakte zu Ludwig Gumplowicz von diesem stark beeinflusst war.
Er starb 1904 nach einem Studienaufenthalt in den USA auf der Überfahrt von New York nach Bremen.
Im Jahr 1959 wurde in Wien-Floridsdorf (21. Bezirk) die Ratzenhofergasse nach ihm benannt.

## Werk
Ratzenhofer verstand Soziologie in Anlehnung an Herbert Spencer, Charles Darwin und Auguste Comte als Teil einer umfassenden Philosophie, die er als „positiven Monismus“ bezeichnete. Er vertrat ein evolutionäres Modell der Gesellschaftentwicklung.
Antrieb allen sozialen Handelns ist nach Ratzenhofer die „Urkraft“ (angeborene Interessen). „Brotneid“ und „Blutliebe“ dominieren seit Urzeiten das soziale Geschehen. Dabei unterliegt die Urgesellschaft dem „Gesetz der absoluten Feindseligkeit“. Konflikte und Unterwerfungen verändern dann den „Erobererstaat“ zum „Kulturstaat“ und enden in der Zivilisation, in der friedlicher Interessenausgleich ein kreatives und freies Leben ermöglicht.
Ratzenhofer versuchte, alle Gesetzmäßigkeiten des menschlichen Zusammenlebens mit naturwissenschaftlichen Methoden zu erklären, und betonte die Einheit der „Weltgesetzlichkeit“. Sein Werk gilt als bedeutender Beitrag zur soziologischen Interessen- und Evolutionstheorie. Besonders in den USA wurde er als einer der Gründerväter der Politiksoziologie rezipiert.

## Schriften (Auswahl)
- Wesen und Zweck der Politik. 3 Bände, 1893.
- Die sociologische Erkenntnis, Positive Philosophie des sozialen Lebens. 1898. Digitalisatbei Münchener Digitalisierungszentrum
- Der positive Monismus und das einheitliche Princip aller Erscheinungen. 1899.
- Positive Ethik. Die Verwirklichung des Sittlich-Seinsollenden. 1901.
- Die Kritik des Intellekts. Positive Erkenntnistheorie. 1902.
- Soziologie. Positive Lehre von den menschlichen Wechselbeziehungen. 1907, herausgegeben von seinem Sohn.

## Sekundärliteratur
- A. Grausgruber: Ratzenhofer, Gustav. in: Wilhelm Bernsdorf, Horst Knospe (Hrsg.): Internationales Soziologenlexikon. Bd. 1, Enke, Stuttgart 1988, S. 347.
- Dirk Kaesler: Ratzenhofer, Gustav. In: Neue Deutsche Biographie (NDB). Band 21, Duncker & Humblot, Berlin 2003, ISBN 3-428-11202-4, S. 188 f. (Digitalisat).
- Florian Oberhuber: Das „doppelursprüngliche Wesen der Staatsautorität“. Moderner Staat, soziologische Autorität und der politische Pluralismus Gustav Ratzenhofers (1842-1904). in: Sociologia Internationalis. Jg. 40, 2002, H. 1, S. 85–115.
- Florian Oberhuber: Das Problem des Politischen in der Habsburgermonarchie. Ideengeschichtliche Studien zu Gustav Ratzenhofer. 1842-1904. Diss. Wien 2002.
- Florian Oberhuber: Von der allgemeinen Kulturgeschichte zur soziologisch fundierten Politologie: Gustav Ratzenhofer (1842–1904). In: Karl Acham (Hrsg.): Geschichte der österreichischen Humanwissenschaften. Bd. 6.2: Philosophie und Religion. Gott, Sein und Sollen. Passagen Verlag, Wien 2006.
- Christoph Tepperberg: Ratzenhofer Gustav. In: Österreichisches Biographisches Lexikon 1815–1950 (ÖBL). Band 8, Verlag der Österreichischen Akademie der Wissenschaften, Wien 1983, ISBN 3-7001-0187-2, S. 434 f. (Direktlinks auf S. 434, S. 435).
- Biographisches Jahrbuch und Deutscher Nekrolog, 1904, S. 289f